# 瓦洛任

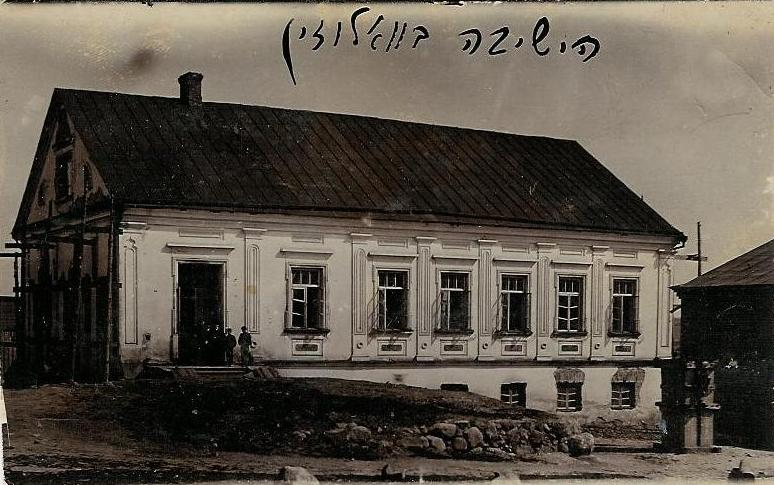

瓦洛任（羅馬化：Valožyn，發音：[vaˈɫoʐɨn]），又按俄语名译为沃洛任（羅馬化：Volozhin），是白俄羅斯明斯克州瓦洛任區内的城市及该区的行政中心，位於首都明斯克西北75公里，距離莫洛傑奇諾約35公里，每年平均降雨量659毫米，2009年人口10,558。